# قلعه کوچک ابراهیم‌آباد
قلعه کوچک ابراهیم‌آباد مربوط به سدهٔ ۷ و ۸ ه.ق است و در شهرستان ورامین، مسیر جاده آسفالته روستای ابراهیم‌آباد واقع شده و این اثر در تاریخ ۱۲ بهمن ۱۳۸۱ با شمارهٔ ثبت ۷۴۳۹ به‌عنوان یکی از آثار ملی ایران به ثبت رسیده است.